# 加古三枝子
加古 三枝子（かこ みえこ、1916年3月22日 - 2002年12月17日）は、日本の声楽家。本名・小泉三枝子。兵庫県高砂市生まれ。東京音楽学校声楽料卒業。

## 経歴
1940年から1971年までお茶の水女子大学講師、1957年から1972年まで東京芸術大学講師を務めた。1957年、ヒンデミット「マリアの生涯」を日本初演。30代の時、11歳年下の音楽学者・小泉文夫と恋におち、周囲の反対を押し切って結婚し、小泉が50代で死んだ後その思い出を刊行した。自身の詩「碧い部屋」に柴田南雄らが曲をつけ、自作自演を行っており、CDも製作された。

## 著書
- 歌いかたの基礎 声楽をこころざす人へ 音楽之友社 1969
- 詩集『碧い部屋』（私家版） 1975
- 人生を馳けぬけて 回想の小泉文夫 音楽之友社 1985
- 抄子に教えられて 障害をもつ娘と共に 草思社 1988
- シルバーライフin東京 小泉三枝子 草風館 1993